# SVH Waasmunster
SVH Waasmunster is een voetbalclub uit Waasmunster in de Belgische provincie Oost-Vlaanderen. De club is actief in de vierde provinciale en heeft ook een damesploeg die uitkomt in tweede provinciale. De accommodatie van SVH Waasmunster is gelegen in de Sint-Annastraat in Waasmunster. De club beschikt over twee velden.

## Resultaten

### In België
| Seizoen | Provinciale Oost-Vlaanderen | Provinciale Oost-Vlaanderen | Punten | Opmerkingen |
|         | III                         | IV                          |        | |
| ------- | --------------------------- | --------------------------- | ------ | --- |
| 2004/05 | 16                          |                             | 22     | SVH eindigde op de laatste plaats. Hierdoor was de club veroordeeld tot degradatie naar 3e provinciale.                                                                 |
| 2005/06 |                             | 2                           | 61     | Op het einde van het seizoen eindigde SVH op de tweede plaats na kampioen Sinaai. Hierdoor werd de promotie afgedwongen.                                                |
| 2006/07 | 15                          |                             | 28     | Na te eindigen op een voorlaatste plaats was SVH veroordeeld tot degradatie naar 4e provinciale.                                                                        |
| 2007/08 |                             | 2                           | 62     | Op het einde van het seizoen eindigde SVH op de 2 plaats met evenveel punten als kampioen KV. Sint-Gillis. Hierdoor werd de promotie afgedwongen.                       |
| 2008/09 | 6                           |                             | 50     | |
| 2009/10 | 9                           |                             | 41     | |
| 2010/11 | 14                          |                             | 29     | De club moest dat jaar de eindronde spelen wegens een 14e plaats in de eindrangschikking. Deze werd verloren waardoor de club moest degraderen naar vierde provinciale. |
| 2011/12 |                             | 14                          | 28     | |
| 2012/13 |                             | 10                          | 40     | |
| 2013/14 |                             | 14                          | 28     | |
| 2014/15 |                             | 11                          | 43     | |
| 2015/16 |                             | 7                           | 40     | De club behaalde dat jaar de eindronde, maar kon deze niet winnen waardoor het in vierde provinciale bleef.                                                             |
| 2016/17 |                             | 3                           | 51     | Dankzij winst in de eindronde werd de promotie afgedwongen. |
| 2017/18 | 16                          |                             | 21     | Na dertig matchen eindigde Hardy op de laatste plaats. Hierdoor degradeerde de ploeg terug naar 4e provinciale.                                                         |
| 2018/19 |                             | 8                           | 45     | |
| 2019/20 |                             | 11                          | 21     | Wegens de coronacrisis werd het seizoen vroegtijdig afgebroken op 3 speeldagen van het einde.                                                                           |
| 2020/21 |                             | /                           | /      | Ook dit seizoen werd geteisterd door corona. Het werd stopgezet na 4 speeldagen waarbij beslist werd door Voetbal Vlaanderen om geen klassement op te maken.            |
| 2021/22 |                             | 3                           | 57     | |
| 2022/23 |                             | 7                           | 51     | |
| 2023/24 |                             | 2                           | 59     | |
| 2024/25 |                             | 1                           | 72     | Kampioen |
| 2025/26 |                             |                             |        | |

### Palmares
- 2015-2016: Eerste periodetitel 4e provinciale E
- 2015-2016: T-Press cup van het Waasland
- 2016-2017: Eindronde 4e provinciale
- 2024-2025: Kampioen 4e provinciale E